# ソユーズT-9
ソユーズT-9 (Союз Т-9 / Soyuz T-9) は、宇宙ステーション・サリュート7号への往来を目的とした、4回目の有人ミッションである。ソユーズT-8のドッキングの失敗と、ソユーズT-10aのブースター事故に影響を受けた。
サリュート7号のaft portにドッキングするとすぐに、乗組員はコスモス1443号 (TKS-3) に乗り込み、3.5トンの荷物を運ぶ作業を開始した。
7月27日、小さな物体がサリュート7号に衝突した。直径4mmのクレーターが生じたが、2枚の窓ガラスを貫通することはなかった。この物体はみずがめ座デルタ流星群の一部だったと考えられているが、スペースデブリだった可能性もある。
乗組員は、実験結果や使用しなくなったハードウェアなど350kg分をコスモス1443号のメルクール・カプセルに詰め込んだ。FGBコンポーネントは宇宙ステーションのモジュールとしてサリュート7号とドッキングしたまま残るという予想に反して、コスモス1443号はドッキングを解除した。メルクール・カプセルは8月23日に軟着陸した。FGBコンポーネントは9月19日に太平洋に落下するまで軌道を回った。

## 乗組員
- ウラジーミル・リャコフ (2) - 船長
- アレクサンドル・アレクサンドロフ (1) - フライトエンジニア

### バックアップ
- ウラジーミル・チトフ - 船長
- ゲンナジー・ストレカロフ - フライトエンジニア